# صالح أحمد (لاعب كريكت)
صالح أحمد (بالإنجليزية: Saleh Ahmed)‏ (2 فبراير 1969 - ) هو لاعب كريكت باكستاني وبنغلاديشي.

## وصلات خارجية
- صالح أحمد (لاعب كريكت) على موقع إي آس بي آن كريك إنفو (الإنجليزية)